# Elidar (woreda)
Elidar je jedna od 31 worede u regiji Afar u Etiopiji.
Predstavlja dio Upravne zone 1. Elidar graniči na jugu s rijekom Avaš koja ga odvaja od Asayite, na zapadu s Dubtijem, na sjeverozapadu s Upravnom zonom 2, na sjeveroistoku s Eritrejom, a na istoku s Džibutijem. Gradovi u Elidaru uključuju Bure, Diche Oto, Elidar i Manda.
Prema podacima objavljenim od Središnje statističke agencije u 2005. godini, ova woreda je imala procijenjenih 63.133 stanovnika, od čega 28.037 muškaraca i 35.096 žena; 6.789 ili 10,75% su živjeli u gradovima, što je manje od prosjeka Zone koji iznosi 14,9%. Nisu dostupne informacije o površini Elidra, pa se ne može izračunati gustoća stanovništva.